# 豪快者&痛快凱撒 六月的新娘是狸貓味
《豪快者×痛快凱撒 六月的新娘是狸貓味》本作為《機界戰隊全開者》與《海賊戰隊豪快者》與東映與TTFC合製的外傳劇集。

## 登場人物

### 《機界戰隊全開者》
佐克斯·戈爾德茨卡（增子敦貴飾）
痛快凱撒的變身者。
芙琳特·戈爾德茨卡（森日菜美飾）
佐克斯的二妹。

### 《海賊戰隊豪快者》
船長·瑪貝拉斯（小澤亮太飾）
豪快紅的變身者。
艾姆·德·法蜜由（小池唯飾）
豪快粉的變身者。
伊狩鎧（いかり·がい）（池田純矢飾）
豪快銀的變身者。